# Norra Stenharun
Norra Stenharun är en ö i Finland. Den ligger i Skärgårdshavet och i kommunen Kimitoön i den ekonomiska regionen  Åboland i landskapet Egentliga Finland, i den sydvästra delen av landet. Ön ligger omkring 65 kilometer söder om Åbo och omkring 130 kilometer väster om Helsingfors.
Öns area är 1,2 hektar och dess största längd är 180 meter i sydväst-nordöstlig riktning. Ön höjer sig omkring 5 meter över havsytan.